# وداعا تييرا ديل فويغو
وداعا تييرا ديل فويغو (Adiós, Tierra del Fuego) هو كتاب رحلات من تأليف الكاتب الفرنسي جان راسباي، صدر عام 2001. 
ويدور حول تييرا ديل فويغو، وهو أرخبيل من الجزر يقع قبالة الطرف الجنوبي لأمريكا الجنوبية. وقد كانت المنطقة موضوعًا للعديد من الأعمال السابقة على راسباي، ولا سيما فيما يتعلق بموضوع أوريلي أنتوان دو تونين الذي نصب نفسه ملكًا لأراوكانيا وباتاغونيا.
حصل الكتاب على جائزة جان جيونو.

## النقد
كتبه عنه فيليب براسارت: «ليس رواية، ولا مقالة، وليس كتاب رحلات عادي، إنهه تكريم». ووصف لغة الكتاب بأنها «غنية ونقية».